# Nußknacker – Ein Fall für Drei
Nußknacker – Ein Fall für Drei ist eine deutsche Jugendserie, die 1989 bis 1991 in der ARD lief. Die Regie zu der Serie führte Alexander Kern. Sie gehörte mit der Stadtrallye zu den ersten Serien an Mitmachfernsehen, bei denen Kindern vor laufender Kamera eine Aufgabe gestellt wurde, die sie lösen mussten.

## Handlung
Die Nussknacker, drei junge Detektive (dargestellt von Laiendarstellern) bekommen zu Beginn jeder Folge einen fiktiven Kriminalfall mittels einer Videoaufzeichnung präsentiert. Diesen Fall müssen sie nun innerhalb von 25 Minuten lösen.

## Wiederholungen
Sechs Jahre nach der Erstausstrahlung wurden alle 17 Folgen auf KI.KA wiederholt und 9 Folgen auch noch mal in der ARD. 2004 wurde nochmals 9 Folgen auf KI.KA gezeigt.

## Rezeption
Im Lexikon Das Fernsehlexikon wird die Serie als Temporeiche Spielshow für Kinder beschrieben.

## Episoden
1. Die verschwundenen Hunde
2. Pokalskandal
3. Das Ding mit Muffel
4. Der geheimnisvolle Doppelgänger
5. Jan unter Tatverdacht
6. Das Phantom im Theater
7. Tatort: Diskothek
8. Der Fluch des schwarzen Ritters
9. Die Jagd nach dem Schatz
10. Das Geheimnis der magischen Karaffe
11. Viel Geld für ein Gemälde
12. Zoff im Jugendzentrum
13. Caesars Wildschwein
14. Anruf um Mitternacht
15. Ein Koffer Fruchtbier in Gefahr
16. Juppis letzte Chance
17. Die Entführung der Schönheitslampe